# Barbara Kesel

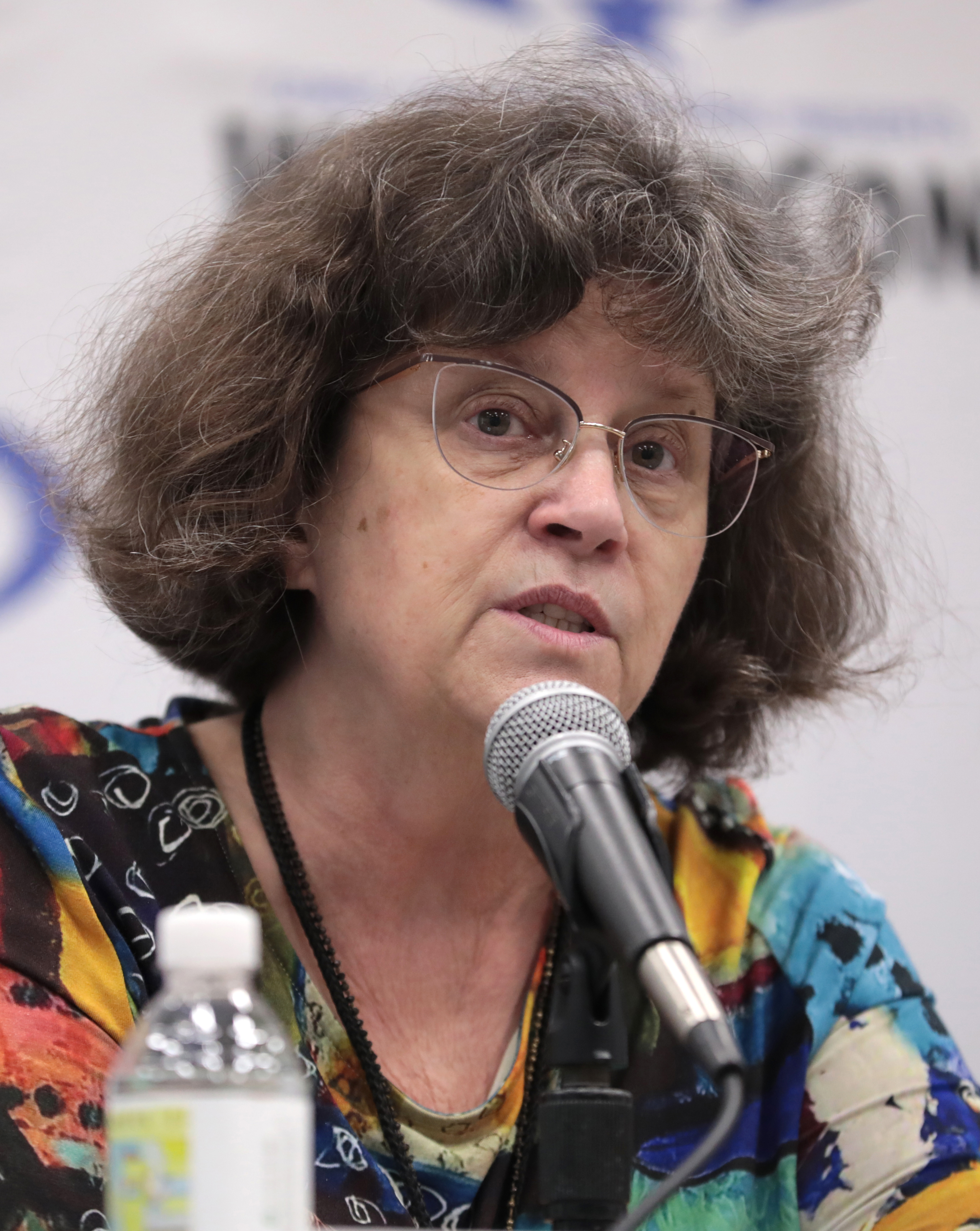
Barbara Kesel, 2023

Barbara Kesel (geborene Randall, * 2. Oktober 1960) ist eine US-amerikanische Comicautorin und -redakteurin.

## Leben und Arbeit
Kesel arbeitet seit den späten 1980er-Jahren als hauptberufliche Comicautorin. Ihr erstes Engagement in der Branche erhielt sie von Dick Giordano, damals ein leitender Redakteur beim US-Großverlag DC-Comics. Anlass ihrer Anstellung war ein zehnseitiger Beschwerdebrief Kesels an Giordano, in dem sie die Darstellung von Frauen in den von Giordano edierten Comicserien kritisierte. Giordano betraute Randall gemeinsam mit ihrem Ehemann Karl Kesel – dessen Namen sie zu dieser Zeit annahm und von dem sie inzwischen wieder geschieden ist – mit der Gestaltung der Abenteuerserie Hawk and Dove, die die Erlebnisse eines ungleichen Geschwisterpaares beschreibt. Kesels „Run“ an Hawk und Dove wurde von den Lesern wie der Kritik überwiegend positiv rezipiert.
An diesen ersten Erfolg anknüpfend erhielt Kesel eine Reihe weiterer Schreibaufträge. Für Dark Horse verfasste Kesel die Miniserie Aliens versus Predator: Booty sowie zahlreiche Comics um die von Mike Mignola kreierte Figur Hellboy. Für DC folgten der One Shot Lois Lane von 1998 sowie die Miniserie Elseworld’s Finest: Supergirl & Batgirl. Für Wilstorm textete sie einige Ausgaben der Serie Wildcats.

## Auszeichnungen
- 1995: Harvey Award für das Best Graphic Album of Previously Published Material

## Werke
- The First
- Hawk and Dove Annual #2
- Hellboy: Seed Of Destruction
- Hellboy: The Wolves of St. August
- Instant Piano
- Legends of the Dark Crystal
- Meridian
- Sigil
- Solus
- Wildcats: #35–36